# Ken Išii
Ken Išii (japonsky ケン・イシイ, Hepburnovým přepisem Ken Ishii; * 1970 Sapporo) je úspěšný japonský DJ a producent z Tokia. Svá díla vydává pod různými pseudonymy: FLR, Flare, UTU, Yoga a Rising Sun. Jako DJ hraje japonské techno.
Silně ovlivněn detroitským technem, Ken Ishii vydává svůj první label Plus 8. Roku 1998 skládá hudbu pro uvítací ceremonii zimních olympijských her v Naganu. Roku 2001 nahrává skladbu pro video hru Rez od Segy: Creation The State Of Art, kde je jeho skladba použita ve třetí úrovni hry.

## Alba
- "Garden On The Palm" (2 X 12" - RS 93012 - 1993)
- "Innerelements"(CD - RS 94038 CD - 1994)
- "Jelly Tones" (2LP/CD - RS 95065/RS 95065 CD - 1995)
- "Green Times" (CD - Sublime Records SBLCD5002 - 1995)
- "Grip" (CD - Sublime Records SBLCD5011 - 1996)
- "Metal Blue America" (CD - R&S Records - 1997)
- "Sleeping Madness" (2LP/CD - RS 99153/RS 99153 CD - 1999)
- "Flatspin" (CD - Exceptional EXLPCD0103 - 2000)
- "Millennium Spinnin at Reel up" (CD - Sony Music Ent. - 2001)
- "FLR Easy Filters" (1999 - 2001)(2 X CD - Reel Musiq Sublime Records RLCD-002 - 2001)
- "Future In Light" (2002)
- "Interpretations" (CD - Exceptional EXLPCD0405 - 2003)
- "Play, Pause and Play" (2 X CD - Sublime records IDCS1016/1017 - 2005)
- "Sunriser" (CD - 70Drums IDCK-1002 - 2006)

## Singly
- "Pneuma" (12" - RS 93025 - 1993)
- "Deep Sleep" (12" - APOLLO 8 - 1993)
- "Tangled Notes" (12" - RS 94046 - 1994)
- "Extra" (12"/CD - RS 95064/RS 95064 CD - 1995)
- "Stretch" (CD - SRCS 8098 - 1995)
- "Overlap" (CD - RS 96107 - 1996)